# Sismo do Paquistão de 2013
O Sismo do Paquistão de 2013 foi um sismo ocorrido em 24 de setembro de 2013 às 11h29min48 UTC, com epicentro a nor-nordeste de Awaran, no Baluchistão, Paquistão. Provocou 825 mortos e 700 feridos.
O sismo foi suficientemente potente para erguer uma pequena ilha efémera (um vulcão de lama) no mar Arábico frente à costa de Gwadar, denominada posteriormente Zalzala Jazeera ("ilha terramoto" em idioma árabe). Os primeiros relatos afirmaram que a nova ilha, a 2 km da costa, tem uma altura de 6 a 12 m e cerca de 30 m de largura. Entretanto, a ilha tem vindo lentamente a submergir.